# Giải bóng đá hạng nhì quốc gia Cộng hòa Síp 1959–60
Giải bóng đá hạng nhì quốc gia Cộng hòa Síp 1959–60 là mùa giải thứ sáu của bóng đá hạng nhì Cộng hòa Síp. Alki Larnaca FC giành danh hiệu đầu tiên.

## Thể thức thi đấu
Có 9 đội tham gia Giải bóng đá hạng nhì quốc gia Cộng hòa Síp 1959–60. Giải được chia thành 2 bảng theo khu vực địa lý, phụ thuộc vào các Quận Cộng hòa Síp mà mỗi đội đến từ đó. Tất cả các đội trong một bảng thi đấu hai lần, một lần sân nhà và một lần sân khách. Đội nhiều điểm nhất sẽ lên ngôi vô địch. Đội vô địch mỗi bảng sẽ thi đấu với nhau trong giai đoạn cuối của giải và đội chiến thắng sẽ trở thành đội vô địch Hạng nhì.

### Hệ thống điểm
Các đội bóng nhận được 2 điểm cho một trận thắng, 1 điểm cho một trận hòa và 0 điểm cho một trận thua.

## Sân vận động và địa điểm
| Bảng                       | Đội                              | Sân vận động           |
| -------------------------- | -------------------------------- | ---------------------- |
| Limassol-Larnaca-Paphos    | Alki Larnaca FC                  | GSZ Stadium (1928)     |
| Limassol-Larnaca-Paphos    | Amathus Limassol                 | GSO Stadium            |
| Limassol-Larnaca-Paphos    | APOP Paphos FC                   | GSK Stadium            |
| Limassol-Larnaca-Paphos    | Panellinios Limassol             | GSO Stadium            |
| Nicosia-Famagusta-Keryneia | Armenian Young Men's Association | GSP Stadium (1902)     |
| Nicosia-Famagusta-Keryneia | Enosis Agion Omologiton          | GSP Stadium (1902)     |
| Nicosia-Famagusta-Keryneia | Othellos Famagusta               | GSE Stadium            |
| Nicosia-Famagusta-Keryneia | PAEK                             | G.S. Praxander Stadium |

## Bảng Nicosia-Keryneia-Famagusta
Đội vô địch bảng là Enosis Agion Omologiton.

## Bảng Limassol-Larnaca-Paphos
Đội vô địch bảng là Alki Larnaca FC.

## Playoff Vô địch
- Enosis Agion Omologiton 1-6 Alki Larnaca FC (26 tháng 6 năm 1960, GSP Stadium (1902))
- Alki Larnaca FC 3-4 Enosis Agion Omologiton (29 tháng 6 năm 1960, GSZ Stadium (1928))

Alki Larnaca FC là đội vô địch Hạng nhì. Alki Larnaca FC thăng hạng Giải bóng đá hạng nhất quốc gia Cộng hòa Síp sau trận playoff thăng hạng với Aris Limassol FC.